# Bobsleeën op de Olympische Winterspelen 1998
Bobsleeën is een van de sporten die beoefend werden tijdens de Olympische Winterspelen 1998 in Nagano.

## Heren

### 2-mansbob
| rang  | sporter(s)                         | land     | tijd    |
| ----- | ---------------------------------- | -------- | ------- |
| Goud  | Günther Huber Antonio Tartaglia    | ITA - I  | 3:37.24 |
| Goud  | Pierre Lueders David MacEachern    | CAN - I  | 3:37.24 |
| Brons | Christoph Langen Markus Zimmermann | GER - I  | 3:37.89 |
| 4     | Christian Reich Cédric Grand       | SUI - II | 3:38.15 |
| 5     | Sandis Prūsis Jānis Elsiņš         | LAT - I  | 3:38.24 |
| 6     | Reto Götschi Guido Acklin          | SUI - I  | 3:38.27 |
| 7     | James Herberich Robert Olesen      | USA - II | 3:38.53 |
| 8     | Pavel Puškár Jan Kobián            | CZE - I  | 3:38.59 |

### 4-mansbob
| rang   | sporter(s)                                                   | land     | tijd    |
| ------ | ------------------------------------------------------------ | -------- | ------- |
| Goud   | Christoph Langen Markus Zimmermann Marco Jakobs Olaf Hampel  | GER - II | 2:39.41 |
| Zilver | Marcel Rohner Markus Nüssli Markus Wasser Beat Seitz         | SUI - I  | 2:40.01 |
| Brons  | Bruno Mingeon Emanuel Hostache Eric Le Chanony Max Robert    | FRA - I  | 2:40.06 |
| Brons  | Sean Olsson Dean Ward Courtney Rumbolt Paul Attwood          | GBR - I  | 2:40.06 |
| 5      | Brian Shimer Nathan Minton Randy Jones Garreth Hines         | USA - I  | 2:40.08 |
| 6      | Sandis Prūsis Egīls Bojārs Jānis Ozols Jānis Elsiņš          | LAT - I  | 2:40.26 |
| 7      | Christian Reich Steve Anderhub Thomas Handschin Cédric Grand | SUI - II | 2:40.28 |
| 8      | Harald Czudaj Torsten Voss Steffen Görmer Alexander Szelig   | GER - I  | 2:40.32 |

## Medaillespiegel
| rang | land             | goud | zilver | brons | totaal |
| ---- | ---------------- | ---- | ------ | ----- | ------ |
| 1    | Duitsland        | 1    | 0      | 1     | 2      |
| 2    | Canada           | 1    | 0      | 0     | 1      |
| 2    | Italië           | 1    | 0      | 0     | 1      |
| 4    | Zwitserland      | 0    | 1      | 0     | 1      |
| 5    | Frankrijk        | 0    | 0      | 1     | 1      |
| 5    | Groot-Brittannië | 0    | 0      | 1     | 1      |
|      |                  | 3    | 1      | 3     | 7      |